# Thesium schweinfurthii
Thesium schweinfurthii är en sandelträdsväxtart som beskrevs av Adolf Engler. Thesium schweinfurthii ingår i släktet spindelörter, och familjen sandelträdsväxter. Inga underarter finns listade i Catalogue of Life.